# Битка за Крупањ 1941.
Битка за Крупањ је била устаничка борба партизана и четника за ослобођење Крупња од Немаца током устанка у Србији 1941. године.
Битка за Крупањ, отпочела је 2. септембра 1941. године, трајала је два дана и две ноћи. Немачки бомбардери помагали су одбрану гарнизона у Крупњу, али ни то није помогло фашистичким освајачима.
После тродневних борби Крупањ су 4. септембра 1941. ослободили делови Ваљевског партизанског одреда и четнички одреди попа Влада Зечевића и поручника Ратка Мартиновића, који су касније приступили НОП-у.
Заробљених Немаца било је око 40, а заплењен је и већи ратни материјал.

## Позадина
Тешко је описати са каквим одушевљењем нас је народ примао. Свако је хтео да му будемо гости у кући, да свратимо да нас почасти. Иако су у Крупњу биле снаге немачког Вермахта, односно фашистичке Немачке, сви су питали: када ћемо на „Швабе”. Обрачун с тим „Швабама” као да није био окончан завршетком Првог светског рата. Жене су тих дана пекле хлебове и пите, а клали су се и јагањци и прасићи, да војска не буде гладна и да би се могла добро борити.— Ратко Мартиновић
30. августа 1941. године код Мачковог камена одржан је састанак између руководства Ваљевског партизанског одреда које је водио Милош Минић и четничких вођа попа Владе Зечевића и Ратка Мартиновића. Сусрет је био срдачан, а разговор је текао неусиљено и без дневног реда. Тада су се начелно договорили о нападу на Крупањ.
Основни закључци њиховог договора су били:
1. заједничка борба против окупатора и његових слугу;
2. прикупљање људства и оружја за што скорији напад на крупањски гарнизон;
3. у погледу пријема добровољаца и нових бораца дозвољава се слободно опредељивање за партизане или за војне четнике;
4. ако се у Београду уместо Комесарске управе образује некаква влада, сматрати је за издајничку јер служи окупатору;
5. одбачен је и осуђен став пуковника Драгољуба Михаиловића да за напад на окупатора још није време;
6. договорено је да ће заједничким нападом на Крупањ руководити штаб Ваљевског партизанског одреда, с тим што ће свако непосредно командовати својим четама.[2]

Распоред и задатке јединица требало је да договорно реше команданти.

## Ангажоване снаге
Према немачким подацима, Крупањ су браниле 10. и 11. чета 724. пука 704. пешадијске дивизије и један вод минобацача. Одбрану је помагала авијација са три авиона типа „бреге”, углавном за извиђање; затим три бомбардера ЈУ 52 и 12 јуришних авиона „штука” ЈУ 87.

## Ток борби

### Први дан борби
Устаници су саставили ултиматум, којим су Немце обавестили да су потпуно опкољени и да ће, у случају отпора, сви до последњег бити поубијани. Тражили су њихову предају. Ако положе оружје, животи ће им бити поштеђени и с њима ће се поступати по међународном ратном праву. Немачки командант посаде примио је тај ултиматум у 21,00 час, након чега је питао своју вишу команду шта да ради. У 22,30 и поново у 23,45 немачкој посади у Крупњу наређено је од више команде: „Капитулација искључена”.
Омладинац Славко Орловић је обавестио устанике да је код среског начелства у Крупњу закопао један мали топ са доста граната. Уједно је јавио да су се Немци повукли у болницу и да је град напуштен. Команданти су одмах послали Орловића, са још четири борца, да ископају топ и гранате. Око 3 часа ујутро на четнички положај је стигао мали топ. Прво су гађали немачки митраљез који је тукао са крова болнице. Немци су у ратном дневнику забележили:
06,55 часова. У овом тренутку на болницу је отворена ватра из тешких бацача или топова. Код 10. чете нови рањеници. Помоћ преко потребна. Појачање хитно.
У нападу на Крупањ су учествовали и Пећанчеви четници који су одмах напустили своје положаје и започели бежанију, чим су Немци припуцали.

### Борбе на прилазима
Из Ваљева су Немци покушали продор ка Крупњу снагама јачине батаљона пешадије и два вода тенкова, да би деблокирали опкољене чете у Крупњу. Партизани су поставили заседу код Мојковића и Комирића која је неколико дана водила борбу с Немцима и спречила их да стигну до Крупња и деблокирају немачку посаду. Борбу партизана са колоном од 12 камиона пуних Немаца помагали су и сељаци, па су чак и камењем тукли Немце.

### Други дан борби
Партизани су следеће ноћи послали бомбашке групе које су под заштитом ватре убацивали експлозив у болницу. Акцију бомбаша је водио Жикица Јовановић, који је то научио у рату у Шпанији. Сви бомбаши су били омладинци који су се добровољно јавили за овај тежак и опасан задатак. Међу бомбашима је био Богосав Митровић.
После жестоке борбе од које је одзвањала цела крупањска долина, уследила је тишина. У болници се чула гласна препирка, затим један пуцањ као из револвера. Онда је на крову болнице почела да израња бела застава. Устаници су се грлили од радости и узбуђења. Многи од њих нису веровали да виде како Немци истичу белу заставу, прву коју су истакли откако су почели да поробљавају друге народе и земље.
До предаје ипак није дошло. У међувремену, радиограмом су добили наређење да издрже до јутра, када ће им доћи у помоћ бомбардери.
Према извештају немачког капетана Сајферта, ситуација је у Крупњу била неиздржива, нарочито у болници где је била 10. чета 724. пука, услед несташице воде и хране.

### Уједињене устаника
У току опсаде је одржан састанак устаничких вођа, на којем је четнички вођа Ратко Мартиновић предложио да се борци четничких чета растуре по партизанским јединицама које су имале знатно бољи морал, и да се тако створи јединствен одред. Ово је изазвало велику расправу али је на крају прихваћено:
Истодобно, водили су се преговори између представника војно-четничких чета и представника партизанског Ваљевског одреда. Представници четника изјавили су да су врло задовољни борбеношћу, храброшћу и понашањем у борби и ван ове са свима нашим људима. Поручник Мартиновић признао је да морал људства које он води (четници) није на достојној висини; да су многи бежали из борбе, да нису дисциплиновани и тражио је да се сви њихови људи из војног четничког одреда, приликом стапања са партизанима, растуре тако да буду измешани између партизана ради моралног уздизања и политичког изграђивања и држања истих у чврстој руци партизана. После дуже дискусије постигнута је пуна сагласност о стапању ова два одреда и о продужењу заједничких акција под руководством јединственог штаба. Задржано је исто руководство, проширено са још два руководиоца. За начелника штаба одреда дошао је поручник Мартиновић, за заменика политичког комесара овог штаба дошао је свештеник Влада Зечевић, као представници војно-четничких чета.— Драгојло Дудић у свом Дневнику
Тако је још у току борби за Крупањ учињено све што је било потребно за јединство устанка.

### Трећи дан борби
Ујутру су долетели немачки авиони који бомбардовали и митраљирали положаје устаника. Опкољени Немце су се почели извлачити из болнице. Немачка авијација је шест-седам сати непрекидно помагала одбрану, и потом, пробој Немаца и њихово прикупљање код фабрике антимона. Устаници су сваки њихов покрет пратили ватром.
При четвртом нападу „штука” у 18.30 часова кренуле су у повлачење обе немачке чете, под јаком ватром. Са првим сумраком „штуке” су отишле. Тада је извршен јуриш за Немцима који су одступали од фабрике. У пољу између фабрике антимона и Марића стене већ у први мрак прикупљено је пуно заробљених Немаца и цела њихова комора.
Гоњење Немаца је предводио Жикица Јовановић Шпанац. На петом километру од Крупња Немци су наишли на порушен мост и заседу. Само њихови распршени делови су успели да се пробију.

## Исход
Обе опкољене чете у руднику антимона код Крупња биле су уништене од бандита. Губитак од 9 мртвих, 30 рањених и 175 несталих ожаљен је са наше стране.— Немачки извештај Врховној команди о борбама у Крупњу
Према немачким подацима, њихови губици су били: 9 мртвих, 30 рањених и 175 несталих. Губици устаника су били: 6 мртвих и 12 рањених. Погинула су и четири цивила. Устаници су запленили 2 тешка и 6 лаких минобацача, 22 митраљеза „шарца”, више од 70 пушака, 300.000 метака, 12 митраљеза, 10 пиштоља, 18 моторних возила и 20 запрежних кола; затим 2 радио-станице, једну хируршку болницу, 2 магацина пуна хране и опреме, дувана и око пола милиона марака.
Након ослобођења Крупња, издат је заједнички проглас партизана и четника:
Заједничка борба и братско јединство партизанских и војно-четничких чета, створених у пакленој ватри, цементираних животима и крвљу најбољих бораца, довели су после свршетка битке до сједињавања партизанских и војно-четничких чета у јединствени народноослободилачки војни одред са јединственим штабом. Ово је јединство гаранција за сигурну победу над фашистичким окупатором.— Заједнички штаб Ваљевског народноослободилачког партизанског одреда и Војно-четничког одреда поручника Мартиновића и свештеника Зечевића
Након ослобођења је договорено стварање народне власти, јер је било пуно послова које је требало обавити. Требало је на народним зборовима изабрати најпоштеније људе, и то оне који подржавају борбу и који ће се старати да народ потпомаже војску.

## Немачки контраудар
После избијања на друм Лозница — Ваљево и у рејон села Драгинца Немци су у два маха покушали продор према Крупњу.

### Први контраудар
У првом покушају учествовали су: 3. батаљон 698. пука, једна чета 342. пионирског батаљона, 3. дивизион 342. артиљеријског пука, 3. чета 202. тенковског пука, један оклопни ловачки вод и један батаљон 699. пука. Дакле, свега два пешадијска батаљона ојачана артиљеријом, тенковима и инжењеријом. Групом је руководио један оперативни штаб. Ову формацију Немци су назвали „Група Крупањ”. У заповести за напад на Крупањ припадницима Вермахта се наређују ратни злочини:
„У Крупњу је пре неколико недеља извршен препад на немачке трупе од стране далеко надмоћнијих устаника. Дивизија је добила наређење да са свом строгошћу освети овај препад... Никаква теренска препрека и никакав отпор непријатеља не сме никако задржати трупу. Препреке се морају одмах обићи, услед чега ће се непријатељ сам повући, уколико је присутан. Све војнике и цивилна лица која се уз пут сретну, треба стрељати... Крупањ опколити, све мушкарце који се тамо нађу стрељати, а само место спалити. Тамошње немачке заробљенике ослободити”.
— Немачка заповест за напад на Крупањ октобра 1941.
Ујутро 14. октобра 1941. године, после јаке артиљеријске ватре, немачка „Група Крупањ” је прешла у напад. Поделили су се у две колоне. Једна је нападала на положаје које су држали Мачвани и чете Рајка Марковића, а друга колона је кренула на исток према Завлаци. Положаје према Завлаци држали су делови Ваљевског одреда: чета Добросава Трнџе и 11. чета, обе су припадале Рађевском батаљону. Сем њих је био и Бомбашки вод код самог моста на Јадру. На правцу према Завлаци требало је да положаје држе и чете капетана Рачића. Његови четници су били распоређени у резерви, али су при првој артиљеријској ватри побегли.
Борбе су вођене целог тог дана и Немци нису постигли никакав успех. Били су пред мрак принуђени да обуставе наступање. Командант „Групе Крупањ” у 17 часова је обавестио своју дивизију:
„Бројно јачи противник опколио ме са свих страна; ја сам са своја два батаљона сувише слаб и не могу одговарати за одржање преко ноћи достигнутих положаја. Повлачим се у рејон Драгинца, водећи борбу на све стране.”— Извештај команданта „Групе Крупањ” од 14. октобра 1941.
Тако је било и следећих дана. Немци су често морали своје рањенике и мртве извлачити под заштитом тенкова. Партизан из 11. рађевске чете, Срећковић, опевао је ове борбе у песми „Бој на Завлаци”, у којој је описао јунаштво партизана.

### Други контраудар
У време другог немачког контраудара, четничко-партизански сукоб међу устаницима је већ узео маха. Устаници су борили не само са Немцима, него и са стањем у четама које су се осипале. Онда је дошао други покушај продора Немаца у Крупањ. 19. октобра увече цела 342. немачка дивизија посела је полазне положаје, да би ујутро, 20. октобра, прешла у напад.
Директан напад су извршили 699. и 698. пук, ојачани тенковима, артиљеријом и инжењеријским јединицама, док су остале снаге вршиле бочна обезбеђења и демонстрације на другим правцима. На правцу Драгинац—Дворска, да би брже продрли, Немци су се послужили злочиначким средствима. На правцу од Драгинца преко Дворске, испред стрељачког строја своје нападне колоне терали су жене, децу и старце, које су покупили по селима.
Пред надмоћнијим немачким снагама устаничке јединице су се у борби повлачиле. Према Столицама су одступале чете: Вука Цвијановића, Лале Станковића, Димитрија Бајалице и Рајка Марковића. Остале јединице су одступале источно од Крупња.
Крупањ је до темеља спаљен, сем једне куће која је припадала апотекару који је био Немац.